# Норман, Питер
Питер Джордж Норман (англ. Peter George Norman; 15 июня 1942 — 3 октября 2006) — бывший австралийский легкоатлет. Серебряный призёр Олимпийских игр. Участник одной из самых известных акций протеста в истории Олимпиад.

## Карьера
Питер Норман вырос в семье, связанной с протестантской организацией Армия спасения.
В начале 1960-х начал активно заниматься лёгкой атлетикой. В 1966 году в составе австралийской сборной 4х110 ярдов завоевал бронзовую медаль на Играх Содружества, которые проходили на Ямайке.
На Олимпиаде в Мехико Норман выступал только в беге на 200 метров. Он выиграл с олимпийским рекордом свой предварительный забег, также первенствовал в четвертьфинале. В полуфинальном забеге он стал вторым, проиграв американскому спринтеру Джону Карлосу, который обновил олимпийский рекорд Нормана. В финальном забеге главными соперниками австралийского бегуна стали темнокожие американцы Джон Карлос и Томми Смит. Смит пробежал дистанцию за 19,83 установив мировой рекорд. На финише Норман обошёл Карлоса и с личным рекордом 20,06 завоевал серебряную медаль.
На церемонии награждения Смит и Карлос во время исполнения американского гимна опустили головы и подняли сжатые кулаки в черных перчатках. Также они надели на свою форму знак Олимпийского проекта за права человека. Норман поддержал своих конкурентов и также надел на свою форму этот знак, а на пресс-конференции после награждения заявил о поддержке протеста Смита и Карлоса против расизма и неравенства.
Поступок Нормана был негативно воспринят прессой и властями. В Австралии он стал изгоем, несмотря на соответствие квалификационным правилам Норман не был включён в состав сборной на Олимпиаду в Мюнхене. После этого прекратил занятия лёгкой атлетикой, играл в австралийский футбол.
В 1985 году в результате разрыва ахиллова сухожилия у Нормана развилась гангрена, что почти привело к ампутации. На этом фоне у Питера развилась депрессия, появились проблемы с алкоголем.
В 2000 году Олимпийский комитет Австралии не пригласил Нормана на домашнюю Олимпиаду в качестве почётного гостя.
Питер Норман скончался от сердечного приступа в 2006 году. День его похорон был провозглашён американской легкоатлетической федерацией как «День Питера Нормана». На похороны приехали Джон Карлос и Томми Смит, которые были в числе тех, кто нёс гроб с телом Нормана.
Только в августе 2012 году Парламент Австралии принял специальное заявление, в котором приносил посмертные извинения Питеру Норману.